# Пеатсківі
Пе́атсківі (ест. Peatskivi küla) — село в Естонії, у волості Пейпсіяере повіту Тартумаа.

## Населення
Чисельність населення на 31 грудня 2011 року становила 27 осіб.

## Географія
Через населений пункт проходить автошлях 22237 (Алатсківі — Пала).

## Історія
До 23 жовтня 2017 року село входило до складу волості Алатсківі.